# Orthotrichia scutellata
Orthotrichia scutellata är en nattsländeart som beskrevs av Wells och Andersen 1995. Orthotrichia scutellata ingår i släktet Orthotrichia och familjen smånattsländor. Inga underarter finns listade i Catalogue of Life.